# Летний фестиваль в Дубровнике
Летний фестиваль в Дубровнике (хорв. Dubrovačke ljetne igre) — ежегодный летний фестиваль, проходящий с 10 июля по 25 августа в Дубровнике, Хорватия. На фестивале представлена программа классических музыкальных, театральных, оперных и танцевальных представлений.
В 1950 году Дубровник стал местом проведения фестиваля классического и современного искусства. Этому поспособствовала как и архитектура ренессанса и барокко, так и интеллектуальная жизнь города.

## Театр
Изначально, основу драматической программы должны были составить произведения Марина Држича, Николы Нальешковича, Ивана Гундулича и Иво Войновича, которые бы раскрывали атмосферу Дубровника и хорватского драматического наследия. Вместе с тем, на сценах фестиваля ставились и западные трагики. В 1952 году режиссёр Марко Фотез, главный вдохновитель создания фестиваля, поставил «Гамлета» в форте Ловриенац, принеся форту известность одного из лучших мест постановки этой трагедии. Роль самого Гамлета в разное время исполняли такие актёры, как Дерек Джекоби, Дэниел Дэй-Льюис и Горан Вишнич. Также значимыми считаются постановки «Ссор рыбаков» Карло Гольдони в старой городской гавани, комедии и мистерии эпохи Возрождения, «Ифигения» Иоганна Гёте, поставленная в парке Градац режиссёром Бранко Гавеллой, «Трилогия о Дубровнике» Войновича — произведение о падении Дубровницкой республики, поставленное в залах Дворца ректора, дворца Спонза и летней резиденции Груж.

## Музыка
Музыкальная программа фестиваля изначально задумывалась как представление лучших артистов Югославии, однако к концу 1950-х в фестивале стали принимать участие лучшие артисты со всего мира. В развитии этого направления поспособствовали хорошо приспособленные акустические здания, в частности Атриум Княжеского двора. В начале семидесятых годов особое внимание уделялось представителям новых течений и возродителям старой хорватской музыки. Помимо постоянных выступлений Загребского филармонического и Дубровницкого симфонического оркестров, в фестивале брали участие Чешская филармония, оркестр Халле, оркестр Французского радио, оркестр романской Швейцарии, Израильский филармонический оркестр, симфонический оркестр RAI из Турина, филармонические оркестры из Лондона, Вены, Дрездена, Берлина, Москвы, Варшавы, Санкт-Петербурга и симфонический оркестр Цинциннати. Среди струнных квартетов — имени Бетховена, имени Бородина, имени Прокофьева, LaSalle, Juilliard, Amadeus, Parrenin. Среди пианистов, принявших участие, были Святослав Рихтер, Владимир Ашкенази, Никита Магалофф, Ван Клиберн, Марта Аргерих, Алексис Вайсенберг, Альдо Чикколини, Клаудио Аррау и Иво Погорелич, флейтист Джеймс Голуэй, скрипачи Генри Шеринг, Леонид Коган, Айзек Стерн, Давид Ойстрах, Виктор Третьяков, Златко Балокович и Уто Уги, а также виолончелисты Ростропович, Наварра, Янигро и Тортелье. На фестивале также выступали такие певцы, как Николай Гедда, Монсеррат Кабалье и Виктор Джерек, а также Дюк Эллингтон, Диззи Гиллеспи и Рави Шанкар.

## Опера
История оперных постановок началась в 1951 году, когда Сараевская опера выступила в качестве гостя с пятью своими постановками. В 1964 году перед Дворцом ректора состоялась первая фестивальная оперная постановка — «Коронация Поппеи» Монтеверди под руководством Ловро Матачича. С 1971 года начали ставиться камерные оперы, в основном комические, в атриуме Княжеского дворца. Помимо фестивальных представлений произведений Монтеверди, Перголези, Кальдары, Чимарозы, Сальери, Телемана и Галуппи, продолжалась практика гостевых оперных постановок, в том числе оперы Хорватского национального театра из Загреба, Театра Массимо из Палермо, Театра Мюзикале из Рима, Феникс Оперы из Лондона и Московского камерного музыкального театра.

## Балет
Балет и танец также стали неотъемлемой частью фестиваля, что подтвердил ряд известных имен и групп, представивших свои проекты на террасе крепости Ревелин. Наряду с лучшими местными труппами, хореографами и солистами Дубровник посещали Мерс Каннингем, Джером Роббинс, Алвин Эйли, Гленн Тетли, Марта Грэм и их труппы, балет Мориса Бежара «Двадцатый век», Американский театр балета, Лондонский фестивальный балет, балет Харкнесс, труппа Антонио Гадеса, балет Венгерской государственной оперы и прочие.

## Выставки

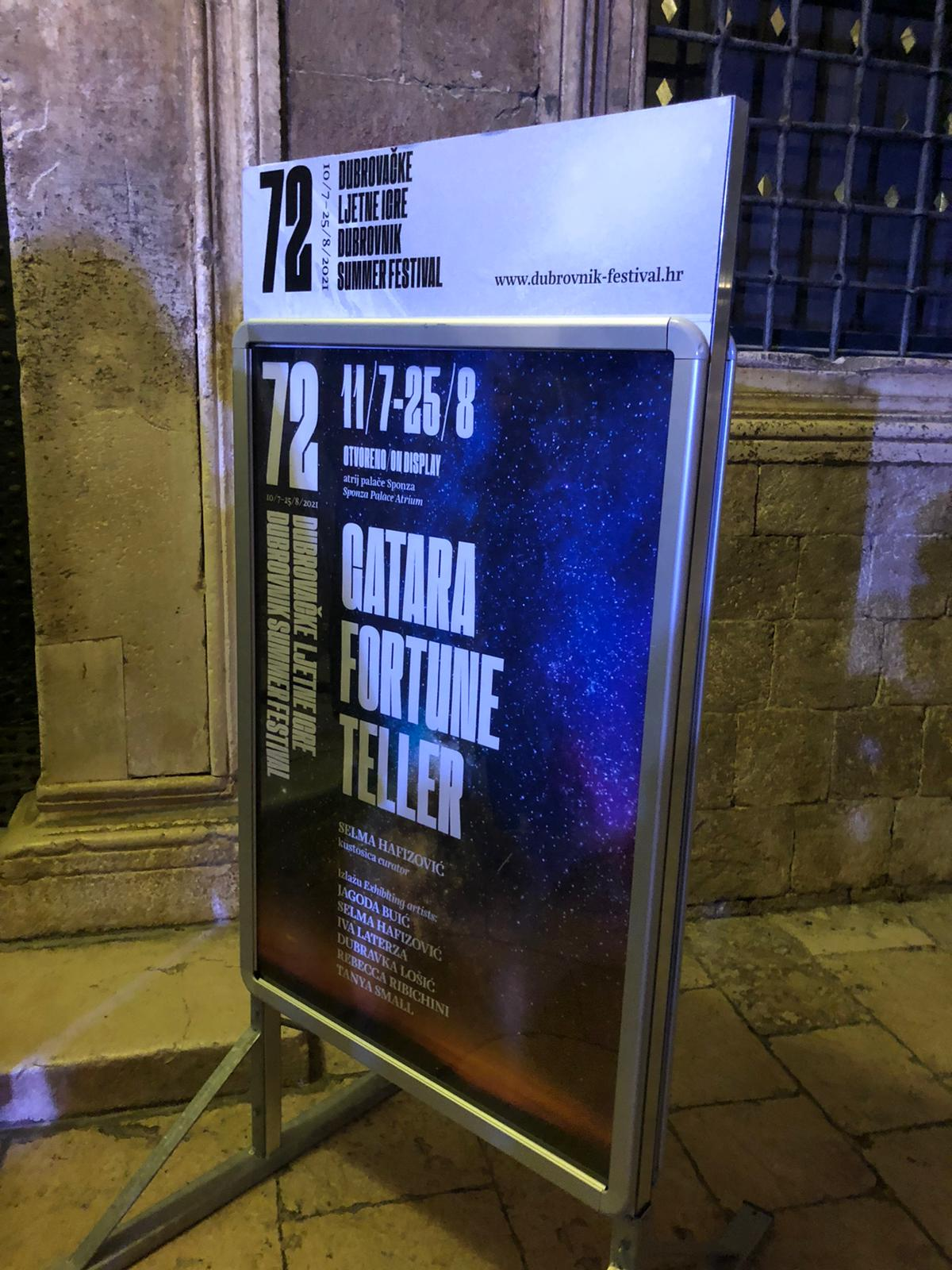
Постер выставки «Гадалка»

В рамках дополнительной программы фестиваля проходят выставки визуального искусства, дизайна и документальных фильмов. В 2018 году современные художники из Дубровника представили выставку «Ужасы родины», показывающую жизнь и проблемы города. Выставка 2021 года «Гадалка», сосредоточенная на феминистском искусстве, была представлена во дворце Спонза. Куратором стала американо-хорватская художница Сельма Хафизович, сама выставка сосредоточена на работах пионеров феминистского искусства Ягоды Буйч, Ивы Латерзы, Дубравки Лошич, Ребекки Рибикини, Тани Смолл и на картинах самой Хафизович.